# Nad Ryžovnou
Nad Ryžovnou je pátá nejvyšší hora české části Krušných hor, ležící 0,5 km od osady Ryžovna, náležející k městu Boží Dar.
Celá hora je porostlá smrkovým lesem, nicméně od roku 2006 jsou na západní části vrcholové plošiny velké paseky, které umožňují dobré výhledy především západním směrem.

## Přístup
Vrchol je nejsnáze přístupný z osady Ryžovna po silnici směrem na Hřebečnou, z které je v nejvyšším místě potřeba odbočit vlevo do lesa a volným terénem, případně po lesáckých cestách, stoupat nahoru. Samotný vrchol je označen geodetickým bodem.

## Vedlejší vrcholy
Hora Nad Ryžovnou je velmi plochá a kromě hlavního vrcholu jsou na rozlehlé plošině ještě 2 vedlejší vrcholy:
- Nad Ryžovnou - JV vrchol, 1047 m, souřadnice 50°23′45″ s. š., 12°51′16″ v. d.[1]
Tento vrchol se nachází 1000 m JV od hlavního vrcholu, ale je nepřístupný, protože leží mimo značené cesty v NPR Božídarské rašeliniště.
- Nad Ryžovnou - JZ vrchol, 1046 m, souřadnice 50°23′49″ s. š., 12°49′47″ v. d.[1]
Tento vrchol leží 1200 m JZ od hlavního vrcholu v někdejším vojenském prostoru a v jeho okolí je stále vidět řada pozůstatků budov a jiných vojenských objektů. Jihovýchodně od vrcholu je bývalý lom Hřebečná s krásnými ukázkami sloupcové odlučnosti čediče (tzv. kamenné varhany), chráněnými od roku 1996 v přírodní rezervaci Ryžovna.